# Camoscio (colore)
Il camoscio è una gradazione molto chiara di giallo-marrone ispirata dalla pelle conciata dell'animale omonimo.
Il colore camoscio, con la sua tonalità calda e neutra, è apprezzato per la sua versatilità e la capacità di creare atmosfere accoglienti in diversi ambiti. Nella moda, rappresenta un'eleganza discreta e senza tempo, spesso scelto per giacche, borse e calzature, donando un raffinato tocco autunnale e naturale agli outfit.